# Adolphe Boland
Pour les articles homonymes, voir Boland.
Adolphe Boland (Charleroi, 24 octobre 1889  - Charleroi, 18 octobre 1963), est un homme politique belge, syndicaliste et membre du Parti ouvrier belge (POB). 

## Biographie
Adolphe Aimé Boland est issu d'un milieu ouvrier très modeste. Né à Charleroi le 24 octobre 1889, il est le fils d'Alfred Boland, houilleur, et de Julia Doly, habitant rue Turenne à Charleroi.  
Dès l’âge de onze ans, il travaille en verrerie à vitres pour subvenir aux besoins de sa famille. Par la suite, Adolphe Boland suit des cours du soir de constructeur ferronnier de l’Université du travail et est diplômé artisan-ferronnier en 1913. Il est d’abord chef de brigade puis maître ferronnier aux Établissements Alexandre à Marcinelle. 
Il est très tôt impliqué dans la mouvance syndicaliste. Il entre à la Fédération des métallurgistes en 1913 et en devient membre du Comité exécutif à partir de 1926. En 1919, il reconstitue une section du Syndicat des métallurgistes à Charleroi-Nord. Il en assurera le secrétariat pendant plus de vingt ans. 
En 1930, il s’installe comme ferronnier d’art indépendant et se spécialise dans la création des pièces uniques : vases, lampadaires, etc.  
Libre penseur, il était secrétaire de la Fédération rationaliste de Charleroi.

## Carrière politique
Il milite dans toutes les organisations socialistes de sa région : trésorier de la section socialiste de Charleroi-Nord, membre du Comité fédéral du Parti ouvrier belge (POB), membre du conseil d’administration de l’Université du travail. Il est aussi membre du Comité exécutif de La Concorde, propagandiste permanent des mutualités et administrateur de l'œuvre sociale « La maison pour tous » . 
Il est élu conseiller provincial du Hainaut de novembre 1921 à 1940 et conseiller communal de Charleroi de 1926 à 1940. Il intègre la Commission d’assistance publique (CAP) à partir de 1926.
À la suite de l'invasion allemande lors de la Seconde Guerre mondiale, le conseil communal de Charleroi décide le 15 mai 1940 de quitter Charleroi pour la France. Adolphe Boland se désolidarise de ses collègues, reste et accepte d’assumer les fonctions de bourgmestre de Charleroi ainsi que la charge de la Police et des Travaux sous la férule des Allemands. Début 1941, il est président du Secours d'hiver de Charleroi destiné à soulager les misères dues à la guerre. Le 28 mai 1941, les Allemands, voulant renforcer leur contrôle sur les pouvoirs locaux, le remplacent par un rexiste, Prosper Teughels.  À la Libération en septembre 1944, il est suspendu de toute fonction communale pour avoir assumé indûment les fonctions de bourgmestre entre mai 1940 et le 28 mai 1941.

## Distinction honorifique
- Chevalier de l'ordre de Léopold en novembre 1937 (Belgique)[5] .